# Good Trouble
Good Trouble es una serie de televisión estadounidense que debutó en Freeform el 8 de enero de 2019. Es una serie derivada de The Fosters. En agosto de 2022, la serie fue renovada para una quinta temporada que se estrenó el 16 de marzo de 2023. En diciembre de 2023, la serie fue cancelada tras cinco temporadas. La serie finalizó el 5 de marzo de 2024.

## Sinopsis
Seguirá a Callie y Mariana, mientras se embarcan en la siguiente fase de su vida. Callie continuará involucrada en el trabajo social, más precisamente trabajando para un juez conservador, mientras que Mariana estará inmersa en el mundo de la tecnología.
"Mientras Callie (Maia Mitchell) y Mariana (Cierra Ramirez) se aventuran a Los Ángeles para comenzar su vida profesional y emprender sus viajes separados pero interconectados para cambiar el mundo, van a tener todos los 'buenos problemas' que pueden manejar."

## Elenco

### Principal
- Maia Mitchell como Callie Adams Foster (temporadas 1–4; invitada temporada 5)
- Cierra Ramirez como Mariana Adams Foster
- Zuri Adele como Malika[7]
- Sherry Cola como Alice Kwan[7]
- Tommy Martinez como Gael Martinez[7]
- Roger Bart como el juez Curtis Wilson (temporadas 1–2; invitada temporada 3)[7]
- Emma Hunton como Davia Moss (temporadas 2–5; recurrente temporada 1)[7]
- Josh Pence como Dennis Cooper (temporadas 2–5; recurrente temporada 1)[8]
- Beau Mirchoff como Jamie Hunter (temporadas 3–4; recurrente temporadas 1–2)[9]
- Bryan Craig como Joaquin Peréz (temporadas 4–5)[10]
- Priscilla Quintana como Isabella Tavez (temporadas 4–5; recurrente temporadas 2–3)[10]
- Booboo Stewart como Luca Ryusaki (temporada 5; recurrente temporada 4)[10]

### Recurrente
- Ken Kirby como Benjamin[7]
- Dhruv Uday Singh como Raj Patil
- Molly McCook como Rebecca[8]
- Dustin Ingram como Alex Wood
- Michael Galante como Bryan[11]
- Anastasia Leddick como Kelly
- Max Cutler como Sam Higgins
- Kara Wang como Sumi
- Heather Mazur como Angela Miller
- Charlie Bodin como Josh Mandela
- T.J. Linnard como Evan Speck
- Teala Dunn como Zelda Grant
- Briana Venskus como Meera Mattei
- Chris Sheffield como Jeff
- Noshir Dalal como Amir Turani
- Jonathan Stanley como Lawrence Griffin
- Jeffrey Stubblefield como Michael Davidson
- Lisagaye Tomlinson como Nia Walker
- Sarunas J. Jackson como Isaac Hall
- Chloe Wepper como Casey
- Eric M. Myrick como Dylan
- J. Mallory McCree como Dom
- Zachary Gordon como Tate Wilson
- Nicki Micheaux como Sandra Thompson

### Invitado
- Hayden Byerly como Jude Adams Foster[12]
- Teri Polo como Stef Adams Foster[13]
- Sherri Saum como Lena Adams Foster[13]
- Noah Centineo como Jesus Adams Foster[14]
- David Lambert como Brandon Foster[15]

## Episodios

### Temporadas
| Temporada | Temporada | Episodios | Episodios               | Emisión original        | Emisión original    |
| Temporada | Temporada | Episodios | Episodios               | Primera emisión         | Última emisión      |
| --------- | --------- | --------- | ----------------------- | ----------------------- | ------------------- |
|           | 1         | 13        | 13                      | 8 de enero de 2019      | 2 de abril de 2019  |
|           | 2         | 18        | 8                       | 18 de junio de 2019     | 6 de agosto de 2019 |
| 2         | 2         | 18        | 16 de diciembre de 2019 | 16 de diciembre de 2019 |                     |
| 8         | 2         | 18        | 15 de enero de 2020     | 4 de marzo de 2020      |                     |
|           | 3         | 19        | 10                      | 17 de febrero de 2021   | 21 de abril de 2021 |
| 9         | 3         | 19        | 14 de julio de 2021     | 8 de septiembre de 2021 |                     |
|           | 4         | 18        | 9                       | 9 de marzo de 2022      | 4 de mayo de 2022   |
| 9         | 4         | 18        | 7 de julio de 2022      | 1 de septiembre de 2022 |                     |
|           | 5         | 20        | 10                      | 16 de marzo de 2023     | 18 de mayo de 2023  |
| 10        | 5         | 20        | 2 de enero de 2024      | 5 de marzo de 2024      |                     |

### Temporada 1 (2019)
| N.º en serie | N.º en temp. | Título                        | Dirigido por        | Escrito por                                    | Fecha de emisión original | Audiencia (millones) |
| ------------ | ------------ | ----------------------------- | ------------------- | ---------------------------------------------- | ------------------------- | -------------------- |
| 1            | 1            | «DTLA»                        | Jon M. Chu          | Joanna Johnson, Bradley Bredeweg y Peter Paige | 8 de enero de 2019        | 0,41                 |
| 2            | 2            | «The Coterie»                 | Peter Paige         | Joanna Johnson                                 | 15 de enero de 2019       | 0,33                 |
| 3            | 3            | «Allies»                      | Laura Nisbet Peters | Kris Q. Rehl                                   | 22 de enero de 2019       | 0,33                 |
| 4            | 4            | «Playing The Game»            | Michael Medico      | Cristian Martinez                              | 29 de enero de 2019       | 0,31                 |
| 5            | 5            | «Parental Guidance Suggested» | Bradley Bredeweg    | Joanna Johnson                                 | 5 de febrero de 2019      | 0,36                 |
| 6            | 6            | «Imposter»                    | Geoff Haley         | Megan Lynn y Wade Solomon                      | 12 de febrero de 2019     | 0,35                 |
| 7            | 7            | «Swipe Right»                 | Troian Bellisario   | Ally Musika                                    | 19 de febrero de 2019     | 0,33                 |
| 8            | 8            | «Byte Club»                   | Peter Paige         | Nicole Paulhus                                 | 26 de febrero de 2019     | 0,39                 |
| 9            | 9            | «Willful Blindness»           | Kelli Williams      | Lauren Moon                                    | 5 de marzo de 2019        | 0,41                 |
| 10           | 10           | «Re-Birthday»                 | Aprill Winney       | Claudia Forestieri y Dan Richter               | 12 de marzo de 2019       | 0,31                 |
| 11           | 11           | «Less Than»                   | Bradley Bredeweg    | Kimberly Ndombe                                | 19 de marzo de 2019       | 0,33                 |
| 12           | 12           | «Broken Arted»                | Peter Paige         | Megan Lynn y Wade Solomon                      | 26 de marzo de 2019       | 0,34                 |
| 13           | 13           | «Vitamin C»                   | Joanna Johnson      | Joanna Johnson                                 | 2 de abril de 2019        | 0,36                 |

### Temporada 2 (2019–20)
| Parte 1    |    |                            |                     |                                                           |                         |      |
| 14         | 1  | «Percussions»              | Peter Paige         | Joanna Johnson                                            | 18 de junio de 2019     | 0,31 |
| 15         | 2  | «Torn»                     | Peter Paige         | Joanna Johnson                                            | 25 de junio de 2019     | 0,32 |
| 16         | 3  | «Doble Quince»             | Bradley Bredeweg    | Joanna Johnson y Ashly Perez                              | 2 de julio de 2019      | 0,36 |
| 17         | 4  | «Unfiltered»               | Laura Nisbet Peters | Resheida Brady                                            | 9 de julio de 2019      | 0,29 |
| 18         | 5  | «Happy Heckling»           | Erica Dunton        | Adam Starks                                               | 16 de julio de 2019     | 0,31 |
| 19         | 6  | «Twenty-Fine»              | Chandra Wilson      | Joanna Johnson y Ashly Perez                              | 23 de julio de 2019     | 0,30 |
| 20         | 7  | «In The Middle»            | Jay Chandrasekhar   | Nicole Paulhus                                            | 30 de julio de 2019     | 0,23 |
| 21         | 8  | «Disruptions»              | Peter Paige         | Joanna Johnson                                            | 6 de agosto de 2019     | 0,29 |
| Especiales |    |                            |                     |                                                           |                         |      |
| 22         | 9  | «Nochebuena»               | Bradley Bredeweg    | Joanna Johnson                                            | 16 de diciembre de 2019 | 0,33 |
| 23         | 10 | «A Very Coterie Christmas» | Peter Paige         | Joanna Johnson                                            | 16 de diciembre de 2019 | 0,33 |
| Parte 2    |    |                            |                     |                                                           |                         |      |
| 24         | 11 | «Clapback»                 | Michael Medico      | Megan Lynn y Wade Solomon                                 | 15 de enero de 2020     | 0,25 |
| 25         | 12 | «Gumboot Becky»            | Marco Fargnoli      | Cristian Martinez                                         | 22 de enero de 2020     | 0,16 |
| 26         | 13 | «Daylight»                 | Finola Hughes       | Megan Lynn y Wade Solomon                                 | 29 de enero de 2020     | 0,18 |
| 27         | 14 | «In Good Conscience»       | Aprill Winney       | Cristian Martinez y Nicole Paulhus                        | 5 de febrero de 2020    | 0,22 |
| 28         | 15 | «Palentine's Day»          | Heather Tom         | Guion de: Madeline Hendricks Historia de: Chelsea Maccani | 12 de febrero de 2020   | 0,18 |
| 29         | 16 | «Fragility»                | Troian Bellisario   | Cristian Martinez                                         | 19 de febrero de 2020   | 0,16 |
| 30         | 17 | «Truths and Dares»         | Aprill Winney       | Megan Lynn y Wade Solomon                                 | 26 de febrero de 2020   | 0,12 |
| 31         | 18 | «Trap Heals»               | Jeff Byrd           | Guion de: Joanna Johnson Historia de: Patrisse Cullors    | 4 de marzo de 2020      | 0,10 |

### Temporada 3 (2021)
| Parte 1 |    |                      |                             |                                  |                         |      |
| 32      | 1  | «Capoeira»           | Peter Paige                 | Joanna Johnson                   | 17 de febrero de 2021   | 0,17 |
| 33      | 2  | «Arraignment Day»    | Jeff Byrd                   | Megan Lynn y Wade Solomon        | 24 de febrero de 2021   | 0,19 |
| 34      | 3  | «Whoosh, Pow, Bang»  | Troian Bellisario           | Nicole Paulhus                   | 3 de marzo de 2021      | 0,22 |
| 35      | 4  | «Klompendansen»      | Bradley Bredeweg            | Joanna Johnson                   | 10 de marzo de 2021     | 0,15 |
| 36      | 5  | «Because, Men»       | Heather Tom                 | Albert Torres                    | 17 de marzo de 2021     | 0,17 |
| 37      | 6  | «Help»               | Yoko Okumura                | Thomas Wong                      | 24 de marzo de 2021     | 0,18 |
| 38      | 7  | «New Moon»           | Jay Chandrasekhar           | Chelsea Maccani                  | 31 de marzo de 2021     | 0,18 |
| 39      | 8  | «Trust»              | Katrelle Kindred            | Boafoa Offei-Darko               | 7 de abril de 2021      | 0,12 |
| 40      | 9  | «Driver's Seat»      | Marco Fargnoli              | Megan Lynn y Wade Solomon        | 14 de abril de 2021     | 0,15 |
| 41      | 10 | «She's Back»         | Peter Paige                 | Joanna Johnson                   | 21 de abril de 2021     | 0,19 |
| Parte 2 |    |                      |                             |                                  |                         |      |
| 42      | 11 | «Knocked Down»       | Laura Nisbet Peters         | Joanna Johnson                   | 14 de julio de 2021     | 0,12 |
| 43      | 12 | «Shame»              | Constance Zimmer            | Racquel Baker                    | 21 de julio de 2021     | 0,21 |
| 44      | 13 | «Making A Metamour»  | Bradley Bredeweg            | August Osterloh y Brit Wigintton | 28 de julio de 2021     | 0,14 |
| 45      | 14 | «Picks and Strikes»  | Laura Nisbet Peters         | Thomas Wong                      | 4 de agosto de 2021     | 0,12 |
| 46      | 15 | «Lunar New Year»     | Erica Dunton                | Albert Torres                    | 11 de agosto de 2021    | 0,14 |
| 47      | 16 | «Opening Statements» | Charissa Sanjarernsuithikul | Megan Lynn y Wade Solomon        | 18 de agosto de 2021    | 0,21 |
| 48      | 17 | «Anticipation»       | Kristin Windell             | Joanna Johnson                   | 25 de agosto de 2021    | 0,17 |
| 49      | 18 | «Blindside»          | Michael Medico              | Megan Lynn y Wade Solomon        | 1 de septiembre de 2021 | 0,12 |
| 50      | 19 | «Closing Arguments»  | Joanna Johnson              | Joanna Johnson y Dan Richter     | 8 de septiembre de 2021 | 0,23 |

### Temporada 4 (2022)
| Parte 1 |    |                                                      |                             |                               |                         |      |
| 51      | 1  | «Turn and Face the Strange»                          | Michael Medico              | Joanna Johnson                | 9 de marzo de 2022      | 0,10 |
| 52      | 2  | «Kiss Me and Smile for Me»                           | Constance Zimmer            | Joanna Johnson                | 16 de marzo de 2022     | 0,15 |
| 53      | 3  | «Meet the New Boss»                                  | Katrelle Kindred            | Megan Lynn y Wade Solomon     | 23 de marzo de 2022     | 0,15 |
| 54      | 4  | «It's Lonely Out in Space»                           | Troian Bellisario           | Albert Torres                 | 30 de marzo de 2022     | 0,12 |
| 55      | 5  | «So This is What the Truth Feels Like»               | Marco Fargnoli              | Samantha Humphrey             | 6 de abril de 2022      | 0,13 |
| 56      | 6  | «Something Unpredictable, but in the End It's Right» | Charissa Sanjarernsuithikul | A. Zell Williams              | 13 de abril de 2022     | 0,08 |
| 57      | 7  | «Take These Chances»                                 | Sadé Clacken Joseph         | Taylor Hamra                  | 20 de abril de 2022     | 0,10 |
| 58      | 8  | «I Don't Belong Here»                                | Jeff Byrd                   | Brian Shin                    | 27 de abril de 2022     | 0,12 |
| 59      | 9  | «That's Me in the Spotlight»                         | Laura Nisbet Peters         | Megan Lynn y Wade Solomon     | 4 de mayo de 2022       | 0,11 |
| Parte 2 |    |                                                      |                             |                               |                         |      |
| 60      | 10 | «What I Wouldn't Give for Love»                      | Troian Bellisario           | Joanna Johnson                | 7 de julio de 2022      | 0,08 |
| 61      | 11 | «Baby, Just Say 'Yes»                                | Jay Chandrasekhar           | Chelsea Maccani               | 14 de julio de 2022     | 0,07 |
| 62      | 12 | «Pick a Side, Pick a Fight»                          | Carla Dauden                | August Osterloh y Dan Richter | 21 de julio de 2022     | 0,05 |
| 63      | 13 | «A Penny With a Hole In It»                          | Michael Medico              | Boafoa Offei-Darko            | 28 de julio de 2022     | 0,07 |
| 64      | 14 | «Life is What Happens»                               | Bradley Bredeweg            | Albert Torres                 | 4 de agosto de 2022     | 0,05 |
| 65      | 15 | «You Know You Better Watch Out»                      | Yoko Okumura                | Jo Rochelle y Eva Taylor      | 11 de agosto de 2022    | 0,10 |
| 66      | 16 | «Mama Told Me»                                       | Michael Traynor             | Samantha Humphrey             | 18 de agosto de 2022    | 0,06 |
| 67      | 17 | «Wake Up From Your Reverie»                          | Chandra Wilson              | Megan Lynn y Wade Solomon     | 25 de agosto de 2022    | 0,07 |
| 68      | 18 | «This Is Not My Beautiful House»                     | Joanna Johnson              | Joanna Johnson                | 1 de septiembre de 2022 | 0,08 |

### Temporada 5 (2023–24)
| Parte 1 |    |                                         |                     |                             |                       |      |
| 69      | 1  | «Shot in the Dark»                      | Marco Fargnoli      | Joanna Johnson              | 16 de marzo de 2023   | —    |
| 70      | 2  | «It Was Not Your Fault But Mine»        | Sadé Clacken Joseph | Megan Lynn y Wade Solomon   | 23 de marzo de 2023   | 0,08 |
| 71      | 3  | «About Damn Time»                       | Jay Chandrasekhar   | Samantha Humphrey           | 30 de marzo de 2023   | —    |
| 72      | 4  | «Under Pressure»                        | Troian Bellisario   | Albert Torres               | 6 de abril de 2023    | 0,07 |
| 73      | 5  | «I Gotta Feeling»                       | Yoko Okumura        | Taylor Hamra                | 13 de abril de 2023   | 0,11 |
| 74      | 6  | «Once a Cheater»                        | Tchaiko Omawale     | Brian Shin                  | 20 de abril de 2023   | —    |
| 75      | 7  | «Turkey for Me, Turkey for You»         | Constance Zimmer    | Chelsea Maccani             | 27 de abril de 2023   | 0,12 |
| 76      | 8  | «I'll Take All the Blame»               | Adam K. Tiller      | Boafoa Offei-Darko          | 4 de mayo de 2023     | —    |
| 77      | 9  | «Tell Me Sweet Little Lies»             | Michael Medico      | Megan Lynn y Wade Solomon   | 11 de mayo de 2023    | 0,10 |
| 78      | 10 | «Opening Night»                         | Laura Nisbet Peters | Joanna Johnson              | 18 de mayo de 2023    | 0,13 |
| Parte 2 |    |                                         |                     |                             |                       |      |
| 79      | 11 | «I Am Doll Parts»                       | Marco Fargnoli      | Joanna Johnson              | 2 de enero de 2024    | 0,11 |
| 80      | 12 | «With a Little Help From My Friends»    | Sherri Saum         | Jo Rochelle                 | 9 de enero de 2024    | 0,08 |
| 81      | 13 | «Hanging by a Moment»                   | Carla Dauden        | August Osterloh             | 16 de enero de 2024   | 0,09 |
| 82      | 14 | «Party of One»                          | Cierra Ramirez      | Samantha Humphrey           | 23 de enero de 2024   | 0,04 |
| 83      | 15 | «It's My Party, I Can Die if I Want To» | Sadé Clacken Joseph | Joanna Johnson y Eva Taylor | 30 de enero de 2024   | 0,08 |
| 84      | 16 | «One Way or Another»                    | Bradley Bredeweg    | Albert Torres               | 6 de febrero de 2024  | 0,08 |
| 85      | 17 | «You Can't Always Get What You Want»    | Michael Traynor     | Taylor Hamra                | 13 de febrero de 2024 | 0,09 |
| 86      | 18 | «All These Engagements»                 | Laura Nisbet Peters | Dan Richter                 | 20 de febrero de 2024 | 0,09 |
| 87      | 19 | «It's All Coming Back to Me Now»        | Michael Medico      | Megan Lynn y Wade Solomon   | 27 de febrero de 2024 | 0,08 |
| 88      | 20 | «What Now?»                             | Marco Fargnoli      | Joanna Johnson              | 5 de marzo de 2024    | 0,06 |

1. ↑  El primer episodio se lanzó en línea el 31 de diciembre de 2018.[16]

## Producción

### Desarrollo
El 3 de enero de 2018, se anunció que se había aprobado una serie derivada de The Fosters centrada en Callie y Mariana Adams Foster. Joanna Johnson creó la serie junto a Bradley Bredeweg y Peter Paige, creadores de The Fosters. El 23 de mayo de 2018, se anunció que la serie derivada se titularía Good Trouble y que Jon M. Chu dirigiría el piloto. La primera temporada contará con 13 episodios. El 23 de octubre de 2018, se anunció que la serie debutaría el 8 de enero de 2018. El 5 de febrero de 2019, la serie fue renovada por una segunda temporada. El 2 de agosto de 2022, Freeform renovó la serie por una quinta temporada que se estrenó el 16 de marzo de 2023. El 8 de diciembre de 2023, Freeform canceló la serie tras cinco temporadas.

### Casting
El 3 de enero de 2018, se anunció que las veteranas de The Fosters, Maia Mitchell y Cierra Ramirez protagonizarían el proyecto. El 11 de junio de 2018, se anunció que Tommy Martínez, Zuri Adele, Sherry Cola y Roger Bart se unieron al elenco principal, mientras que Emma Hunton y Ken Kirby se unieron como recurrentes. El 20 de junio de 2018, se anunció que Molly McCook y Josh Pence se unieron al elenco recurrente. El 28 de junio de 2018, se anunció que Michael Galante aparecería de forma recurrente. El 20 de julio de 2018, se anunció que Teri Polo y Sherri Saum aparecerían como invitadas repitiendo sus papeles de The Fosters. El 9 de agosto de 2018, se anunció que Hayden Byerly aparecería como invitado repitiendo su papel de The Fosters. El 21 de agosto de 2018, se anunció que Noah Centineo aparecería repitiendo su papel de The Fosters. El 10 de septiembre de 2018, se anunció que David Lambert también repetiría su rol de The Fosters como invitado especial.
El 3 de octubre de 2018, se anunció que Beau Mirchoff repetiría su rol del final de The Fosters.